# Ieuan Ddu ab Dafydd ab Owain
Ieuan Ddu ab Dafydd ab Owain (1440 – 1480) è stato un poeta gallese, conosciuto anche come Ieuan Dafydd Ddu e Ieuan Dafydd ab Owain.
Ha risieduto ad Aberdare in Glamorganshire ed, essendo un gentiluomo con grandi proprietà immobiliari, fu un generoso patrono dei bardi. Le prime righe di alcune delle sue poesie sono riportate nel "Repertorium Poeticum" di Moses Williams.